# Kennelbach
Kennelbach è un comune austriaco di 1 900 abitanti nel distretto di Bregenz, nel Vorarlberg. Vi ha sede l'azienda di attrezzature sportive Head. È gemellato con Scurelle (Trento)